# Kanton Hasparren
Hasparren is een voormalig kanton van het Franse departement Pyrénées-Atlantiques. Het kanton maakte deel uit van het arrondissement Bayonne. Het werd opgeheven bij decreet van 25 februari 2014, met uitwerking op 22 maart 2015.

## Gemeenten

Ligging van gemeenten binnen het kanton

Het kanton Hasparren omvatte de volgende gemeenten:
- Bonloc
- Hasparren (hoofdplaats)
- Macaye
- Méharin
- Mendionde
- Saint-Esteben
- Saint-Martin-d'Arberoue